# Gonzalo Arconada
Gonzalo Arconada Echarri ou Arkonada Etxarri (selon l'orthographe basque), né le 23 juillet 1961 à Saint-Sébastien (province du Guipuscoa, Espagne), est un entraîneur espagnol de football. Il est le frère du gardien de but Luis Arconada.

## Biographie
Gonzalo Arconada commence à entraîner dès l'âge de 17 ans les juniors de La Salle à Saint-Sébastien de 1978 à 1986.
Entre 1986 et 1991, il entraîne Danak, puis la Real Union de Irun de 1991 à 1998 parvenant à faire monter l'équipe en Segunda división B.
Il entraîne le Tolosa CF pendant la saison 1998-1999, puis Beasain de 1999 à 2001. Le modeste Beasain réussit l'exploit d'éliminer la Real Sociedad en Coupe d'Espagne et se qualifie pour le play-off de promotion en deuxième division.
De 2001 à 2006, Arconada entraîne l'équipe réserve de la Real Sociedad. 
En janvier 2006, à la suite du limogeage de José María Amorrortu, il devient entraîneur de l'équipe première. Il est limogé après deux mois à cause des mauvais résultats (6 points sur 24 possibles).
Lors de la saison 2006-2007, il rejoint le Burgos CF en Segunda división B qu'il parvient presque à faire monter en D2.
Arconada rejoint ensuite Numancia avec qui il obtient la promotion en première division (saison 2007-2008).
Malgré ce succès, il ne renouvelle pas son contrat et rejoint l'UD Almería (D1) en été 2008. Malgré un bon début de saison, le club tombe ensuite à la 16e place du classement. Arconada est limogé le 21 décembre 2008 après une défaite face au Sporting de Gijón.
Lors de la saison 2009-2010, il retourne à Numancia qui vient d'être relégué en D2. Le club termine à la 8e place.
Le 13 juin 2010, il rejoint le CD Tenerife qui vient d'être relégué en D2. Il est limogé le 20 septembre après avoir perdu les quatre premiers matches de championnat. Le club eut trois autres entraîneurs au cours de la saison mais Tenerife ne put éviter la relégation en Segunda división B.
Le 30 juin 2013, Gonzalo Arconada fait son retour en signant avec le CD Mirandés mais il est limogé le 17 décembre alors que le club occupe la 18e place.
Le 7 janvier 2015, il est recruté par Burgos CF.
Le 27 mai 2015, il rejoint le Real Jaén en 2ªB. Jaén termine à la 10e place. Arconada est remplacé par Ramón Tejada Carregalo au terme de la saison.